# Schommelvoorhoofdsvinvis
De schommelvoorhoofdsvinvis (Ablabys taenianotus) is een  straalvinnige vissensoort uit de familie van napoleonvissen (Tetrarogidae). De wetenschappelijke naam van de soort is voor het eerst geldig gepubliceerd in 1829 door Cuvier.